# Dichapetalum braunii
Dichapetalum braunii är en tvåhjärtbladig växtart som beskrevs av Adolf Engler och K. Krause. Dichapetalum braunii ingår i släktet Dichapetalum och familjen Dichapetalaceae. Inga underarter finns listade i Catalogue of Life.